# NGC 6207
NGC 6207 ist eine Spiralgalaxie mit ausgedehnten Sternentstehungsgebieten vom Hubble-Typ Sc im Sternbild Herkules am Nordsternhimmel. Sie ist schätzungsweise 45 Millionen Lichtjahre von der Milchstraße entfernt und hat einen Durchmesser von etwa 30.000 Lichtjahren. Von der Erde aus gesehen ist die Galaxie um 68 Grad geneigt und liegt in der Nähe des Kugelsternhaufens Messier 13.
Im selben Himmelsareal befindet sich u. a. die Galaxie IC 4617.
Die Typ-IIP-Supernova SN 2004A wurde hier beobachtet.
Das Objekt wurde am 16. Mai 1787 von dem deutsch-britischen Astronomen Wilhelm Herschel entdeckt.